# 부산 도시철도 강서선
부산 도시철도 강서선(釜山 都市鐵道 江西線)은 대한민국 부산광역시 이을 예정인 부산 도시철도 노선이다.

## 노선
남명 - 명지오션시티 - 명호 - 전등 - 상신 - 평성 - 해척 - 명지 - 사취등 - 경등 - 순아 - 신노전 - 군라 - 전양 - 천자도 - 송백도 - 대부동 - 중곡 - 에코델타시티 - 득천 - 신덕 - 강동 - 사리 - 대저